# 根津記念館
根津記念館（ねづきねんかん、Nezu Memorial Museum）は、山梨県山梨市にある博物館。
建物は国の登録有形文化財に登録されている。

## 概要

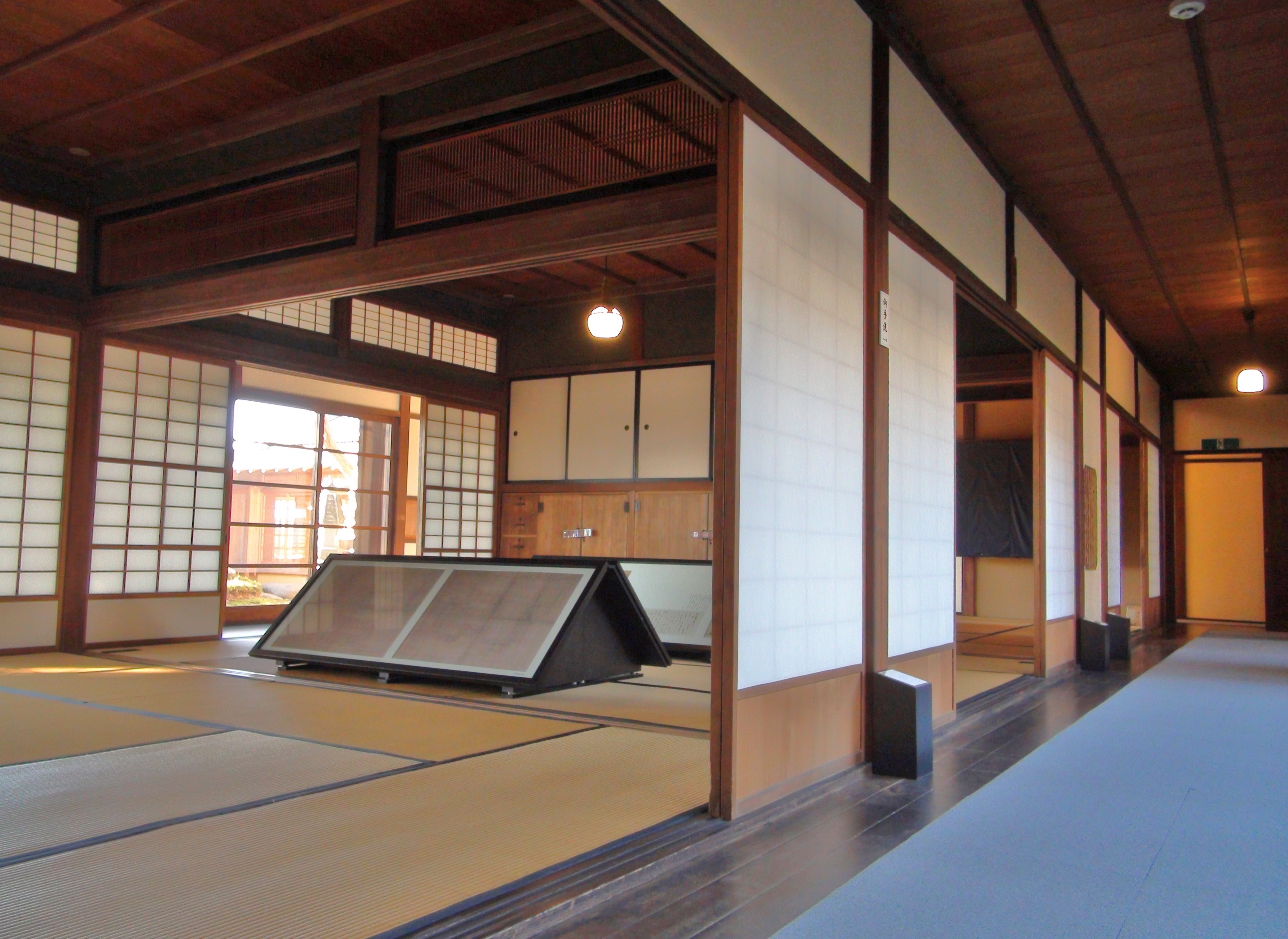
主屋座敷

鉄道王の異名を持つ実業家、初代根津嘉一郎の実家を保存・活用する施設として2008年（平成20年）10月に開館した。
2003年（平成15年）、この建物及び敷地を所有してきた根津家の子孫より「後世の人々の育成に役立てて欲しい」と山梨市に寄贈され、それまで非公開であった根津邸の歴史的建造物（長屋門・主屋・土蔵）、それに加え残されていた設計図により復元した青山荘と茶室、並びに常設展示棟などを整備し公開した。
敷地面積は約6,700m2。富士山、 御坂山地を借景とした庭園を流れる小川には夏期、ホタルが飛び交い周辺住民の憩いの場にもなっている。
常設展示では初代根津嘉一郎の生涯をパネルで紹介し、彼が山梨県下の小学校に寄贈した根津ピアノをはじめ、甲州財閥に関する様々な資料が展示されている。

## 登録有形文化財

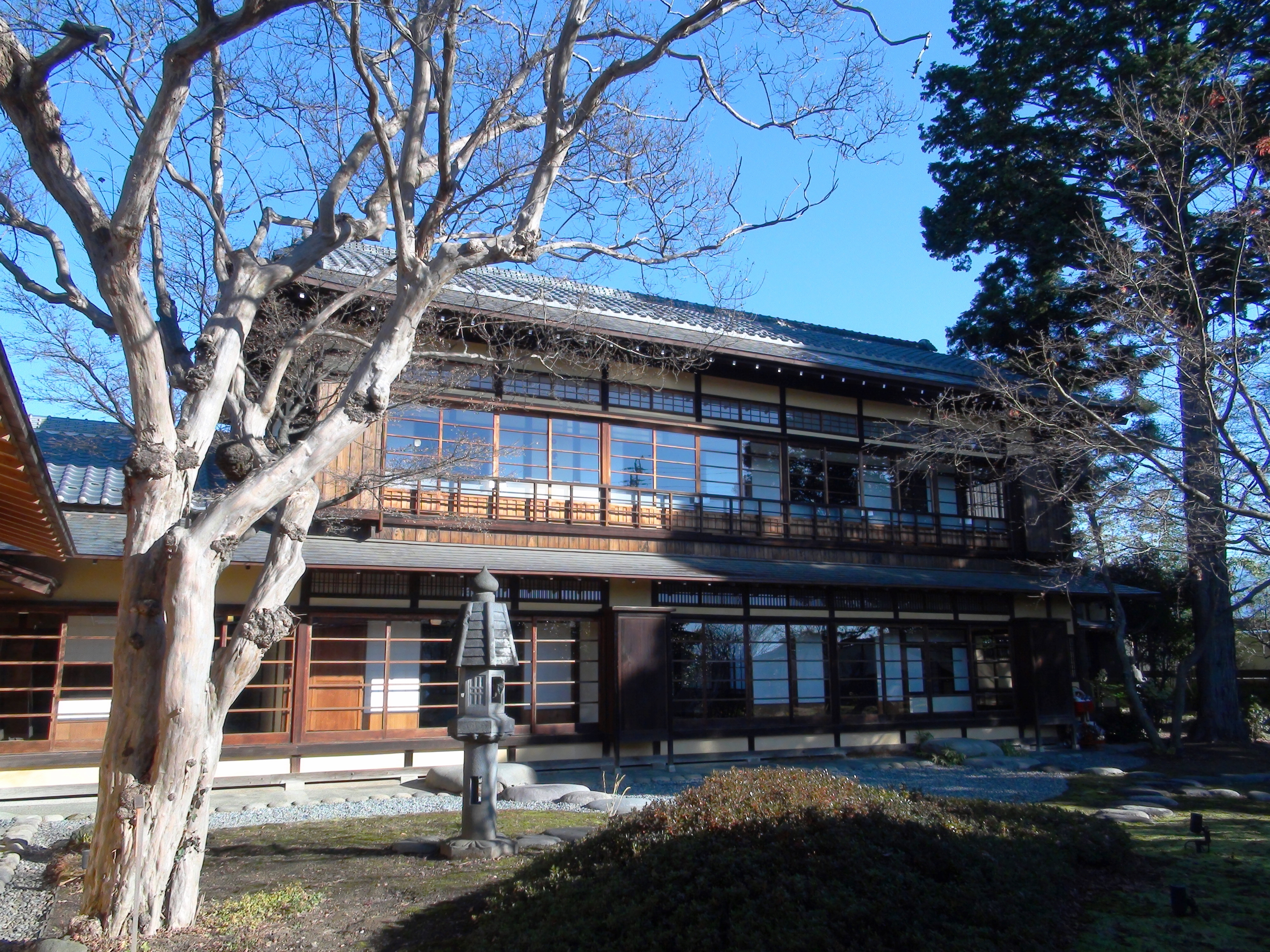
主屋

下記の3件が2007年12月5日に国の登録有形文化財に登録された。

### 旧根津家住宅主屋
1933年（昭和8年）竣工。根津邸の中心となる建造物で、コンクリート布基礎、ボイラー設備、屋内消火栓、電気配線の埋め込みなど、昭和初期当時としては先進的な建築技術が取り入れられている。

### 旧根津家住宅長屋門
旧青梅街道に面した長屋門で、正面16間、側面（奥行き）3間の個人宅としては規模の大きなものである。青梅街道と面した境界部にはカキツバタ等を配した溝渠が設けられている。現在では根津記念館の入場口として使用されている。

### 旧根津家住宅土蔵
木造3階建の高さ10.365mの土蔵である。3階建の土蔵は全国的にも珍しく、主屋と内部で連絡している。現在では根津家に関する資料類が展示されている。

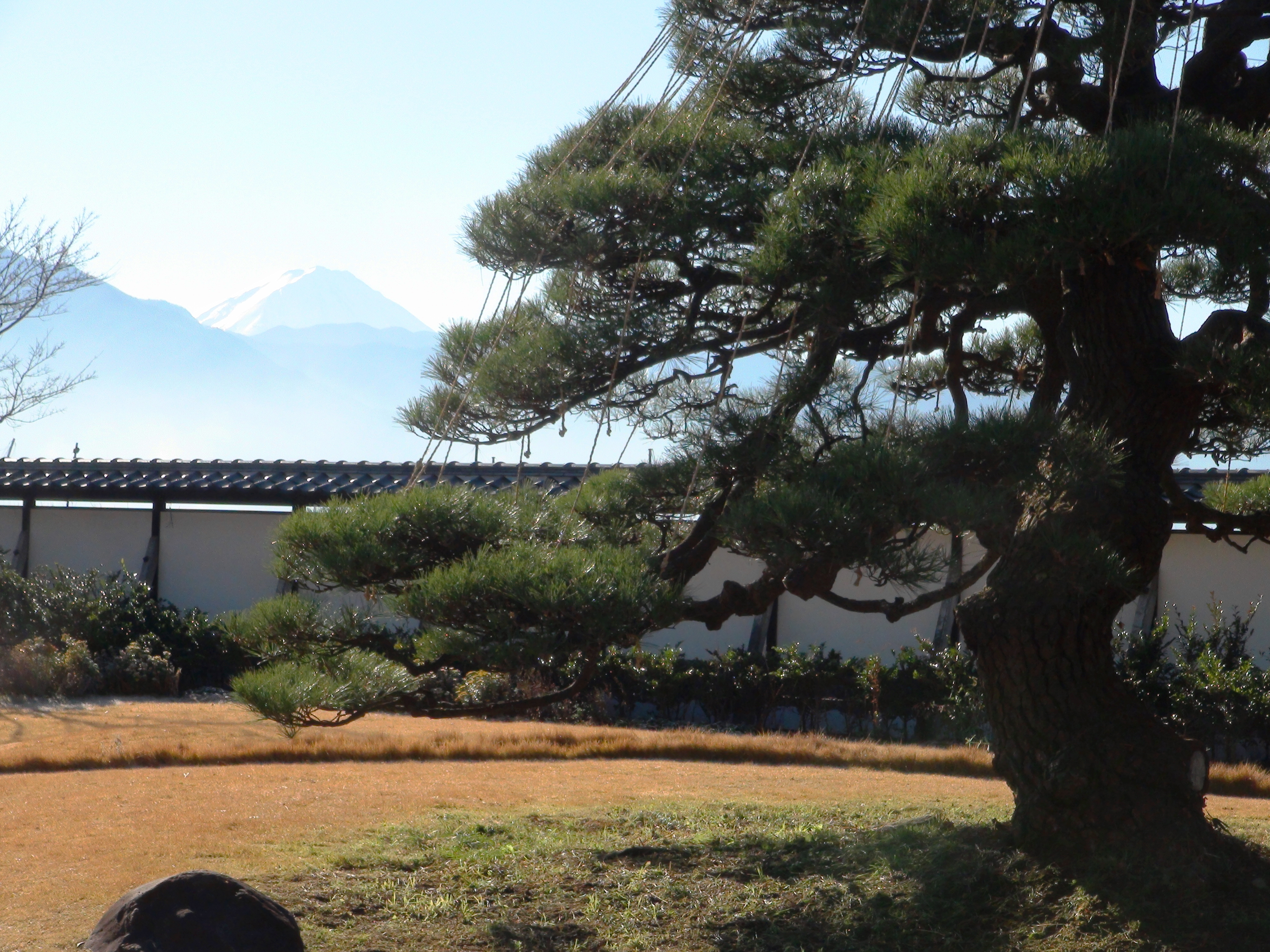
庭園から望む富士山
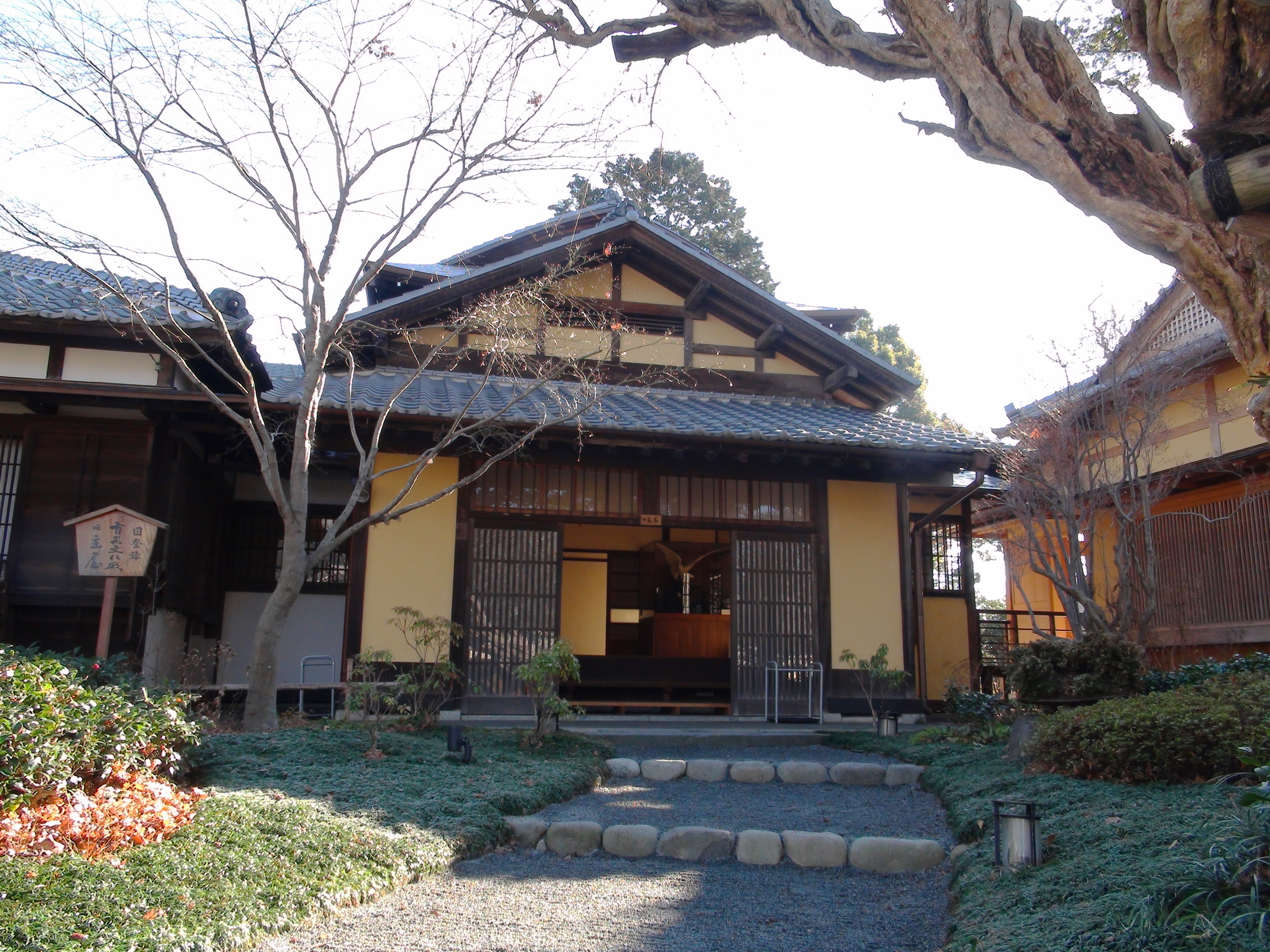
主屋玄関
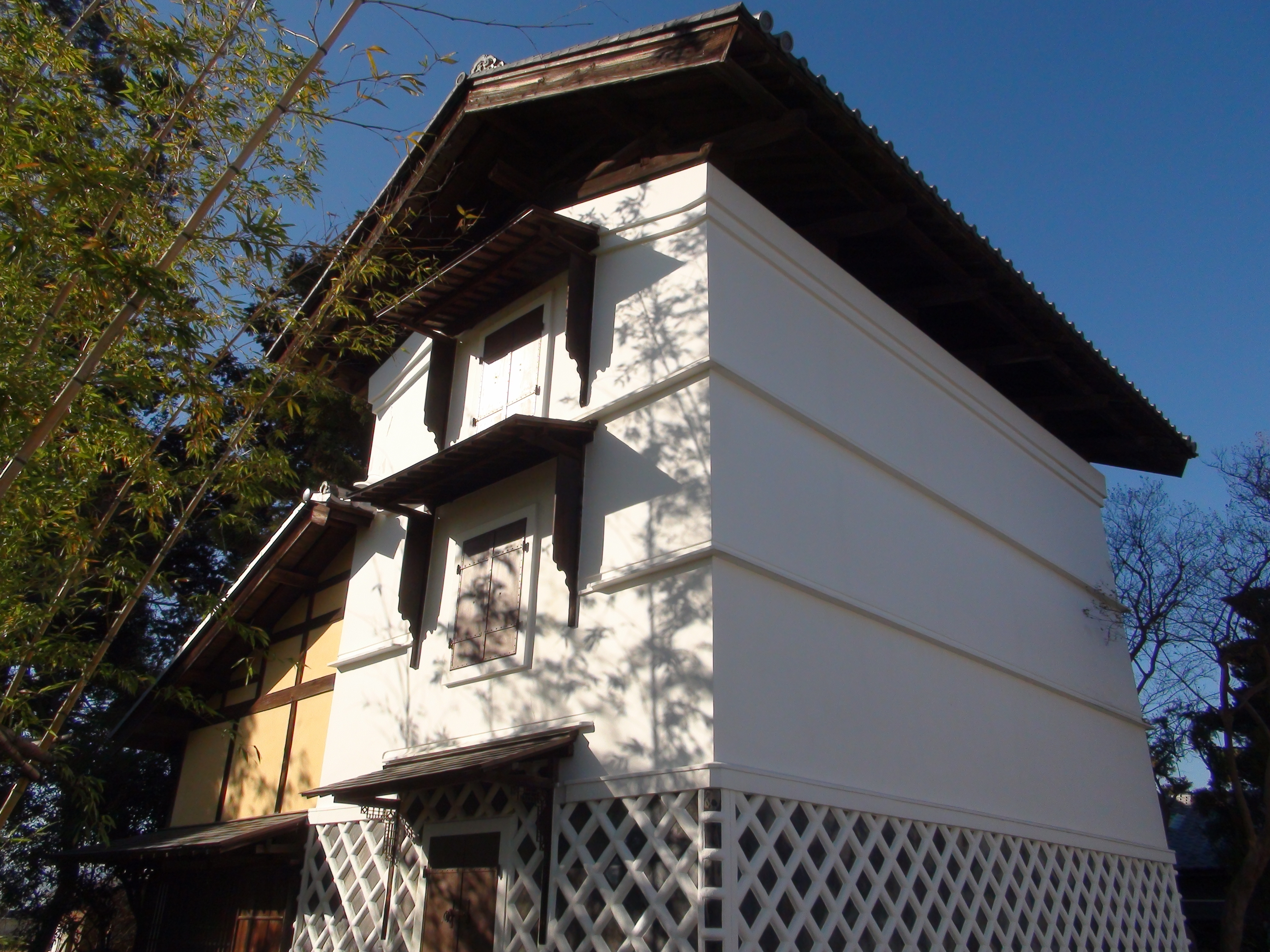
土蔵

## 施設情報
- 所在地 - 山梨県山梨市正徳寺296番地
- 休館日 - 月曜日（祝日の場合は翌日）、年末（12月28日～12月31日）
- 開館時間 - 9：30～16：30

## 交通アクセス

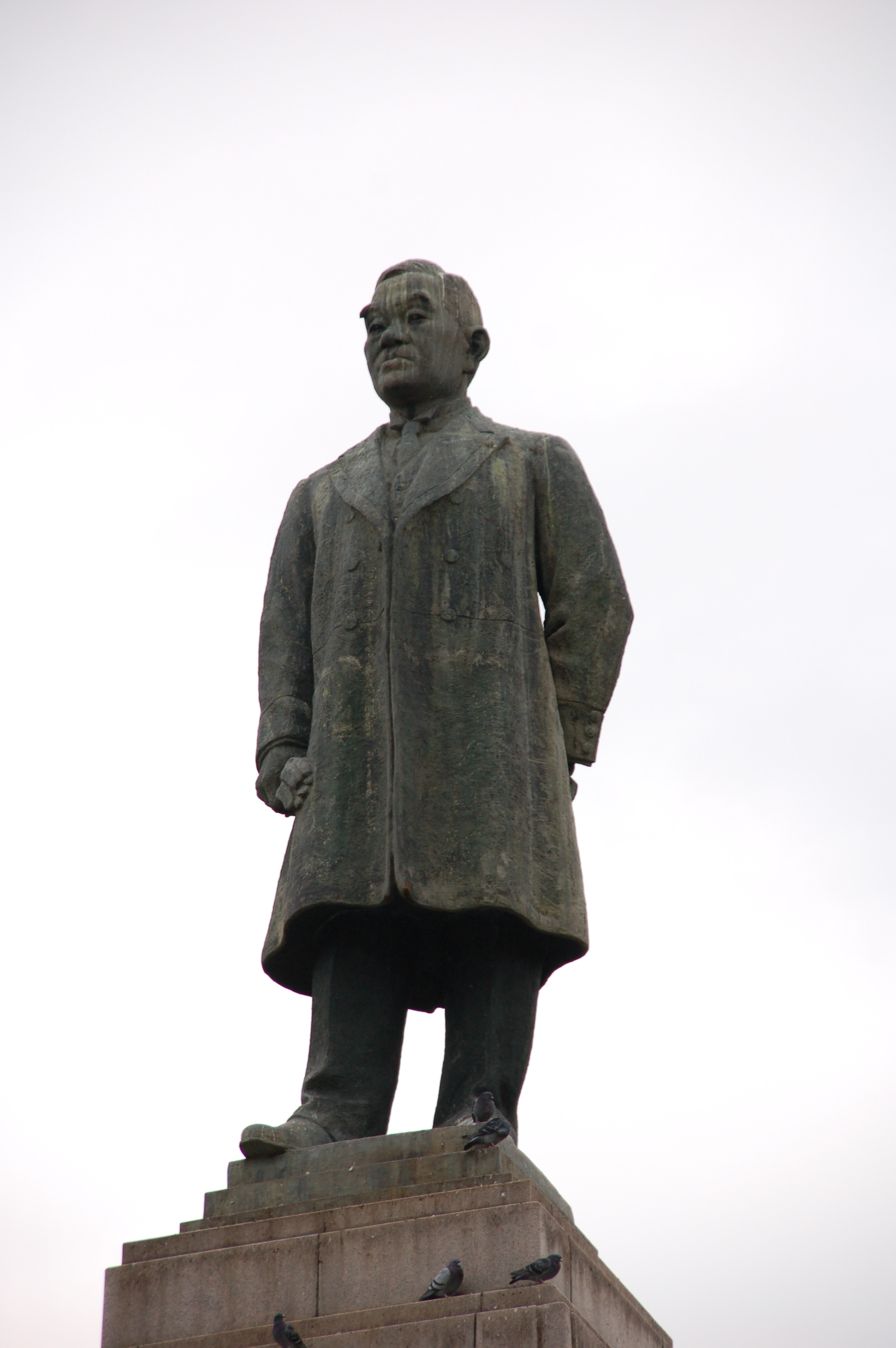
万力公園にある根津嘉一郎の銅像

- JR中央本線 - 山梨市駅より徒歩25分、タクシー5分
- JR中央本線 - 春日居町駅より徒歩20分、タクシー3分

## 周辺
- 万力公園
- 山梨県笛吹川フルーツ公園
- ほったらかし温泉
- 横溝正史館